# Kazimierz Papciak
Kazimierz Franciszek Papciak, SSCC (ur. 21 maja 1959 w Wodzisławiu Śląskim) – polski duchowny rzymskokatolicki; nauczyciel akademicki; teolog i socjolog, specjalizujący się w etyce społecznej i politycznej w ramach katolickiej nauki społecznej; profesor nadzwyczajny PWT we Wrocławiu; członek Komitetu Nauk Teologicznych PAN w kadencji 2015-2019; członek rady programowej Powszechnego Uniwersytetu Nauczania Chrześcijańsko-Społecznego w Warszawie od 2021;  członek Sekcji Wykładowców Katolickiej Nauki Społecznej.

## Biografia
Urodził się w 1959 roku w Wodzisławiu Śląskim. Po ukończeniu szkoły średniej wstąpił do Zgromadzenia Najświętszych Serc Jezusa i Maryi oraz Wieczystej Adoracji Najświętszego Sakramentu Ołtarza (sercanie biali). Pierwsze śluby złożył w 1979 roku. W 1985 roku ukończył studia teologiczne na Papieskim Wydziale Teologicznym we Wrocławiu z tytułem zawodowym magistra. 1 czerwca 1985 otrzymał święcenia kapłańskie z rąk ówczesnego arcybiskupa metropolity wrocławskiego kard. Henryka Gulbinowicza. Studia specjalistyczne z teologii moralnej (zakończone dyplomem licencjata rzymskiego w 1988 roku) i katolickiej nauki społecznej w Akademii Teologii Katolickiej (obecnie UKSW) w Warszawie oraz w Instytucie Katolickim w Paryżu. W 1992 roku Rada Wydziału Kościelnych Nauk Historycznych i Społecznych ATK nadała mu stopień naukowy doktora nauk humanistycznych w zakresie socjologii w specjalności chrześcijańskie nauki społeczne na podstawie pracy pt. Stolica Apostolska i ONZ w kontekście etosu międzynarodowego, której promotorem był ks. prof. Helmut Juros. Do 1999 roku pracował jako adiunkt przy Katedrze Teorii Państwa i Polityki Międzynarodowej na Wydziale Nauk Historycznych i Społecznych Uniwersytetu Kardynała Stefana Wyszyńskiego w Warszawie.
Ze względu na pełnioną funkcję Rektora Wyższego Seminarium Duchownego Zgromadzenia Najświętszych Serc i konieczność rezydowania we Wrocławiu, w 1999 roku zakończył pracę naukowo-dydaktyczną w ATK w Warszawie i rozpoczął wykłady na Papieskim Wydziale Teologicznym we Wrocławiu. W 2013 roku na Papieskim Wydziale Teologicznym we Wrocławiu uzyskał stopień naukowy doktora habilitowanego nauk teologicznych na podstawie dorobku naukowego i rozprawy nt. Nowy etos Starego Kontynentu. Chrześcijaństwo wobec Europy. Aktualnie jest profesorem nadzwyczajnym oraz kierownikiem Katedry Katolickiej Nauki Społecznej w Instytucie Filozofii Chrześcijańskiej i Nauk Społecznych Papieskiego Wydziału Teologicznego we Wrocławiu. Promotor ponad 80 prac magisterskich z zakresu nauki społecznej Kościoła. Autor publikacji z szeroko pojętej etyki politycznej, filozofii i teologii polityki: aksjologii i ewolucji współczesnego etosu społecznego, aksjologicznych i deontologicznych podstaw polityki i demokracji, procesów globalizacji i regionalizacji, roli Kościoła w przestrzeni publicznej, polityki międzynarodowej Stolicy Apostolskiej.

## Wybrane publikacje
- Wokół metodologii i metodyki pracy naukowej, Wrocław 2007; współautorzy: Wiesław Wenz i Alina Czapiga.
- Nowy etos Starego Kontynentu. Chrześcijaństwo wobec Europy, Wrocław 2012.
- Miłość i sprawiedliwość społeczna – współczesne konteksty europejskie, [w:] Sprawiedliwość i miłość społeczna. Refleksja interdyscyplinarna w 90-lecie (Archi)Diecezji Katowickiej, red. A. Wuwer, Księgarnia św. Jacka - Katowice 2015.
- Europejskie oblicza politycznej poprawności, „Społeczeństwo. Studia, prace badawcze i dokumenty z zakresu nauki społecznej Kościoła”, nr 5-6(2015).
- Miłosierdzie a sprawiedliwość – dylemat i paradygmat działalności społecznej chrześcijan, „Życie Konsekrowane”, nr 4(2016).
- Płaszczyzny i modele konstruowania tożsamości europejskiej, [w:] Europa Ojców Założycieli a teraźniejszość kontynentu. Kardynał Bolesław Kominek: Nieznany Ojciec Europy, red. R. Goczał, K. F. Papciak, W. Wołyniec, Wyd. PWT - Wrocław 2016.
- Nowa odwaga nowego myślenia o odnowie oblicza Polski i Europy, „Społeczeństwo. Studia, prace badawcze i dokumenty z zakresu nauki społecznej Kościoła”, nr 4 (2019).
- Imperatyw chaosu jako preludium Nowego Porządku Świata, [w:] Principia Philosophiae Christianae, t. 2, red. R. Goczał, P. Mrzygłód, Wyd. PWT - Wrocław 2020.
- Myślenie według wartości w dobie pandemii koronawirusa Covid-19, „Wrocławski Przegląd Teologiczny”, nr 1 (2021).
- Fratelli tutti – dziwny dokument na dziwne czasy?, „Społeczeństwo. Studia, prace badawcze i dokumenty z zakresu nauki społecznej Kościoła”, nr 1 (2021).
- Kościół i chrześcijanie w europejskiej przestrzeni społecznej w ujęciu Josepha H. H. Weilera, „Społeczeństwo. Studia, prace badawcze i dokumenty z zakresu nauki społecznej Kościoła”, nr 3 (2021).
- Imperatywy i dominanty polityki braterskiej w instytutach życia konsekrowanego, [w:] Księga jubileuszowa dla o. prof. dra hab. Piotra Liszki, Wyd. PWT – Wrocław 2022.
- Polityczne oblicze humanizmu chrześcijańskiego w aspekcie obywatelskiej aktywności wyborczej, „Społeczeństwo. Studia, prace badawcze i dokumenty z zakresu nauki społecznej Kościoła”, nr 1 (2023).
- Europe in the prisoner’s dock? The signposts of Joseph Ratzinger/Benedict XVI’s for the Old Continent (Europa na ławie oskarżonych? – drogowskazy Josepha Ratzingera/Benedykta XVI dla Starego Kontynentu), „Wrocławski Przegląd Teologiczny”, nr 1 (2024).
- Rozdroża współczesnej Europy w ujęciu kard. Josepha Ratzingera/Benedykta XVI, „Społeczeństwo. Studia, prace badawcze i dokumenty z zakresu nauki społecznej Kościoła”, nr 4 (2024).
- Europejskie dylematy wokół osoby i godności człowieka. Stanowisko katolickiej nauki społecznej, [w:] Godność infinita, czyli jaka? red. P. Duda, Wyd. PWT - Wrocław 2025.